# Боны Юзовского отделения государственного банка
Юзовские боны — временные денежные знаки, выпущенные Юзовским отделением Государственного банка в 1918 году.
Выпуск был осуществлён из-за отсутствия в отделениях банка и кассах городского самоуправления денег для выплат. Совет рабочих и солдатских депутатов принял решение, по которому городские власти обязывались напечатать боны на сумму 6 миллионов рублей.
Были выпущены боны номиналом 1, 3, 5, 10, 25 рублей. Размеры от 147×92 мм (1 рубль) до 173×110 мм (25 рублей). Номера в каталоге Рябченко: 843—847.
| Номинал   | Аверс | Реверс |
| --------- | ----- | ------ |
| 1 рубль   |       |        |
| 3 рубля   |       |        |
| 5 рублей  |       |        |
| 25 рублей |       |        |

## Публикации
- Штайбук Э. Юзовские боны // Вечерний Донецк. 1973. 6 октября.